# Нейгауз Густав Вільгельмович
Нейга́уз Гу́став Вільге́льмович (нім. Gustav Heinrich Neuhaus, рос. Густав Вильгельмович Нейгауз), (10 травня 1847, Калькар, Королівство Пруссія — 1938, Москва, СРСР) — німецький, український та радянський музичний педагог, батько піаніста Генріха Нейгауза.

## Біографія
Народився 10 травня 1847 року в містечку Калькар Рейнської області в родині Вільгельма Нейгауза, власника кустарної фабрики з виготовлення фортепіано, та його дружини Гертруди Марії Готфрінг.
Навчався в Кельнській консерваторії за класом фортепіано. До 1869 року вчителем Густава був композитор Ернст Рудорф, а пізніше — директор консерваторії Фердинанд Гіллер.
Після закінчення навчання в 1870 році за порадою Гіллера ще рік вдосконалював майстерність у Берліні, а потім переїхав до Відня. Тут він отримав дозвіл практикуватись у методиці виготовлення та вдосконалення фортепіано на відомій фабриці Безендорфа. За рекомендацією колишнього вчителя Густав переїхав до Севастополя, де працював учителем гри на фортепіано та німецької мови в родині княгині О. А. Ширинської-Шихматової.
Наступні роки Густав Нейгауз проживав спочатку в маєтку Шихматової в Мануйлівці Полтавської губернії, а 1872 року переїхав до Єлисаветграда, де підробляв домашніми уроками музики.
У 1870-х роках Нейгауз планував повернутись до Німеччини. Його було запрошено на посаду концертмейстера та диригента музичного товариства містечка Рекліндсгаузен, однак через відсутність перспективи та низьку зарплатню в 360 марок на рік музикант від пропозиції відмовився. Натомість упродовж 1876–1878 років він виступав на навчально-просвітницьких заходах та музичних вечорах у Єлисаветграді, де заявив про себе як піаніст та зблизився з польською громадою, зокрема, родиною Шимановських.

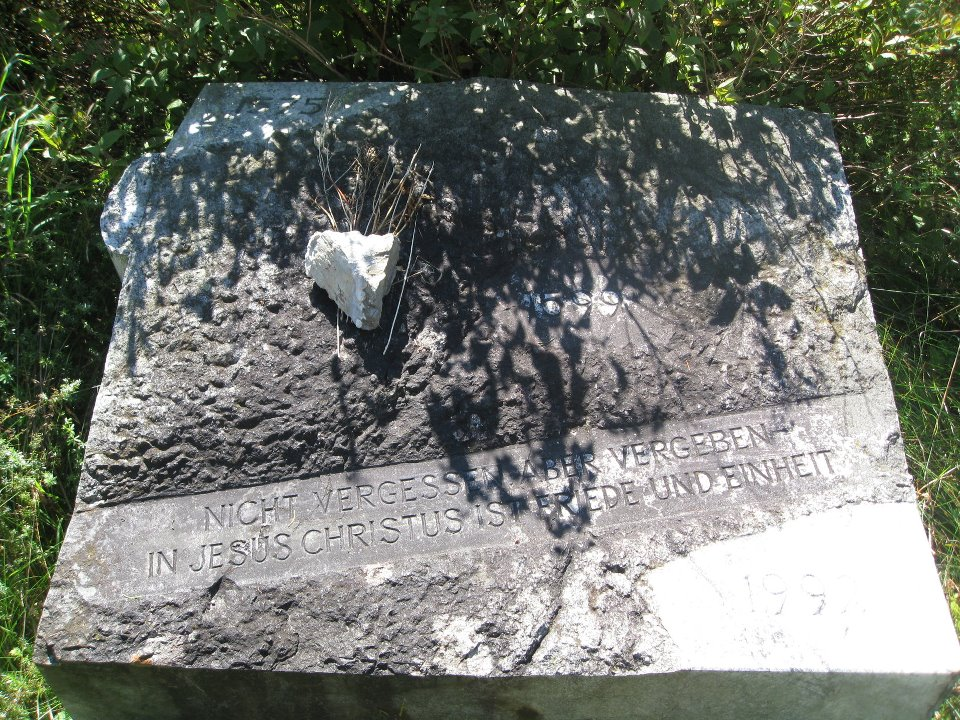
Густав Нейгауз з дружиною та дітьми

Окрім викладацької діяльності, педагог займався написанням посібників з методики викладання, створював романси, перекладав німецькою мовою твори Некрасова. 1875 року Густав Нейгауз одружився з Мартою (Ольгою) Михайлівною Блуменфельд, з якою в майбутньому прожив 62 роки. У цей час він закінчив збірку камерно-вокальних творів та вокальний цикл «Пісні юності» (нім. Lieder aus der Jugendzeit) на вірші німецьких поетів-романтиків, який присвятив своїй дружині. Цикл вийшов у видавництві К. Гохштайна в Гайдельберзі наприкінці XIX століття.
Густав Нейгауз створив нову систему запису нот та вдосконалив проєкт дугової клавіатури для фортепіано. 1882 року в Берліні ним було видано брошуру «Фортепіано з вигнуто-радіальною клавіатурою та концентричною лінією удару» (нім. Das Pianoforte mit konkav-radiärer Klaviatur und konzentrischer Anschlaglinie), що пояснювала особливості та переваги запропонованих новацій.
У 1880-ті роки Нейгауз створив нову систему нотного запису. Її основний принцип полягав у координації паралельності зображення та реального звуковидобування. Система була закріплена виданням 1906 року в Бохумі практичного посібника «Природна система нотації» (нім. Das natürliche Notensystem).
У 1899 році Г. В. Нейгауз за підтримки Миколи Римського-Корсакова, Фелікса Блуменфельда та Олександра Глазунова відкрив у Єлисаветграді власну музичну школу. Навчальний процес у школі протягом 32 років постійно знаходився під контролем самого музиканта; навчальний заклад вважався найкращим у місті. Тут навчався його син Генріх Нейгауз, а також відомі музиканти Ярослав Івашкевич, Кароль Шимановський, Юлій Мейтус. Густав Нейгауз мав контакти з російським композитором Анатолієм Лядовим.
У 1921 році Нейгауз долучився до колективу викладачів «1-ї радянської музичної школи», що проіснувала 11 місяців, а також музпрофшколи, де працював два роки у складі педагогічного колективу.
У 1931 році на вимогу сина Густав Нейгауз покинув педагогічну кар'єру в Україні та переїхав до Москви, де познайомився з родиною Бориса Пастернака.
Помер в період між 21 серпня та 30 жовтня 1938 року в Москві.

## Відомі учні
- Блуменфельд Фелікс Михайлович
- Івашкевич Ярослав
- Мейтус Юлій Сергійович
- Нейгауз Генріх Густавович
- Нейгауз Наталія Густавівна
- Розумовська Віра Харитонівна
- Шимановський Кароль